# LIII Legislatura del Congreso de la Unión de México
La LIII Legislatura del Congreso de la Unión estuvo conformada por los senadores y los diputados miembros de sus respectivas cámaras. Inició sus funciones el día 1 de septiembre de 1985 y concluyó el 31 de agosto de 1988.
Los senadores miembros de esta legislatura fueron electos en las Elecciones de 1982 y ejercieron su cargo también en la anterior  legislatura. Los diputados fueron electos en las Elecciones de 1985.
La conformación de la LIII Legislatura fue como sigue:

## Senado de la República
Los miembros del Senado de la República fueron elegidos dos por cada estado y el Distrito Federal, dando un total de 64 senadores.

### Número de Senadores por partido político
|  | Partido                              | Senadores |
|  | ------------------------------------ | --------- |
|  | Partido Revolucionario Institucional | 64        |

Los 64 Senadores que conforman la LIV Legislatura son los siguientes:

### Senadores por entidad federativa
| Estado              | Senador                                                                           | Partido | Estado           | Senador                                                 | Partido |
| ------------------- | --------------------------------------------------------------------------------- | ------- | ---------------- | ------------------------------------------------------- | ------- |
| Aguascalientes      | Roberto Casillas Hernández                                                        |         | Nayarit          | Rigoberto Ochoa Zaragoza                                |         |
| Aguascalientes      | Andrés A. Valdivia                                                                |         | Nayarit          | Celso Humberto Delgado                                  |         |
| Baja California     | Alfonso Garzón Santibáñez                                                         |         | Nuevo León       | Raúl Caballero Escamilla                                |         |
| Baja California     | Carmen Márquez Jiménez                                                            |         | Nuevo León       | Raúl Salinas Lozano                                     |         |
| Baja California Sur | Amando Trasviña Taylor                                                            |         | Oaxaca           | Genoveva Medina Esteva Suple a Heladio Ramírez López    |         |
| Baja California Sur | Guillermo Mercado Romero                                                          |         | Oaxaca           | Andrés Henestrosa                                       |         |
| Campeche            | Rafael Armando Herrera Morales                                                    |         | Puebla           | Alfonso Zegbe Sanen                                     |         |
| Campeche            | Elizabeth Cuevas Melken Suple a Renato Sales Gasque                               |         | Puebla           | Ángel Aceves Saucedo                                    |         |
| Chiapas             | Patrocinio González Garrido                                                       |         | Querétaro        | Mariano Palacios Alcocer                                |         |
| Chiapas             | Manuel Villafuerte Mijangos                                                       |         | Querétaro        | Silvia Hernández Enríquez                               |         |
| Chihuahua           | Diamantina Reyes Esparza Suple a José Refugio Mar de la Rosa                      |         | Quintana Roo     | Alberto Villanueva Sansores                             |         |
| Chihuahua           | José Socorro Salcido Gómez                                                        |         | Quintana Roo     | Artemio Caamal Hernández Suple a Miguel Borge Martín    |         |
| Coahuila            | Raúl Castellano Jiménez                                                           |         | San Luis Potosí  | Gonzalo Martínez Corbalá                                |         |
| Coahuila            | Francisco José Madero González                                                    |         | San Luis Potosí  | José Antonio Padilla Segura                             |         |
| Colima              | Alberto Javier Ahumada Padilla                                                    |         | Sinaloa          | Ernesto Millán Escalante                                |         |
| Colima              | Socorro Díaz Palacios                                                             |         | Sinaloa          | Juan S. Millán                                          |         |
| Durango             | Gonzalo Salas Rodríguez Suple a Miguel González Avelar                            |         | Sonora           | Fernando Mendoza Contreras                              |         |
| Durango             | José Ramírez Gamero                                                               |         | Sonora           | Alejandro Sobarzo Loaiza Suple a Jorge Díaz Serrano     |         |
| Guanajuato          | Guadalupe Rivera Marín Suple a Agustín Téllez Cruces                              |         | Tabasco          | Humberto Hernández Haddad                               |         |
| Guanajuato          | Gilberto Muñoz Mosqueda                                                           |         | Tabasco          | Salvador Neme Castillo                                  |         |
| Guerrero            | Guadalupe Gómez Maganda Bermeo                                                    |         | Tamaulipas       | Salvador Barragán Camacho                               |         |
| Guerrero            | Filiberto Viguera Lázaro                                                          |         | Tamaulipas       | Américo Villarreal Guerra                               |         |
| Hidalgo             | Vacante Por licencia de Adolfo Lugo Verduzco y no asunción de Ernesto Gil Elorduy |         | Tlaxcala         | Faustino Alba Zavala                                    |         |
| Hidalgo             | Luis José Dorantes Segovia                                                        |         | Tlaxcala         | Héctor Vázquez Paredes                                  |         |
| Jalisco             | Heliodoro Hernández Loza                                                          |         | Veracruz         | Mario Hernández Posadas                                 |         |
| Jalisco             | Ramón Martínez Martín                                                             |         | Veracruz         | Manuel Ramos Gurrión                                    |         |
| Estado de México    | Yolanda Sentíes Echeverría                                                        |         | Yucatán          | Wilberth Chi Góngora Suple a Víctor Manzanilla Schaffer |         |
| Estado de México    | Héctor Jarquín Hernández                                                          |         | Yucatán          | Myrna Esther Hoyos Schlamme                             |         |
| Michoacán           | Antonio Martínez Báez                                                             |         | Zacatecas        | Arturo Romo Gutiérrez                                   |         |
| Michoacán           | Norberto Mora Plancarte                                                           |         | Zacatecas        | Rafael Cervantes Acuña                                  |         |
| Morelos             | Antonio Riva Palacio López                                                        |         | Distrito Federal | Hugo B. Margáin                                         |         |
| Morelos             | Gonzalo Pastrana Castro                                                           |         | Distrito Federal | Abraham Martínez Rivero                                 |         |

### Coordinadores parlamentarios
- Partido Revolucionario Institucional:

### Presidentes del Senado en la LIII Legislatura
- (1985 - 1988): Antonio Riva Palacio López ()

## Cámara de Diputados
La Cámara de Diputados estuvo compuesta por 400 legisladores electos para un periodo de 3 años y no reelegibles para el periodo inmediato. 300 Diputados fueron elegidos mediante voto directo por cada uno de los Distritos Electorales del país, y los otros 100 mediando un sistema de listas votadas en cada una de las Circunscripciones electorales.
La composición de la Cámara de Diputados en la LIII Legislatura fue la que sigue:

### Número de Diputados por partido político
| Partido   | Partido                                     | Diputados Mayoría relativa | Diputados Rep. Proporcional | Total |
| --------- | ------------------------------------------- | -------------------------- | --------------------------- | ----- |
|           | Partido Acción Nacional                     | 9                          | 32                          | 41    |
|           | Partido Auténtico de la Revolución Mexicana | 2                          | 9                           | 11    |
|           | Partido Demócrata Mexicano                  | 0                          | 12                          | 12    |
|           | Partido Mexicano de los Trabajadores        | 0                          | 6                           | 6     |
|           | Partido Popular Socialista                  | 0                          | 11                          | 11    |
|           | Partido Revolucionario Institucional        | 289                        | 0                           | 289   |
|           | Partido Revolucionario de los Trabajadores  | 0                          | 6                           | 6     |
|           | Partido Socialista de los Trabajadores      | 0                          | 12                          | 12    |
|           | Partido Socialista Unificado de México      | 0                          | 6                           | 6     |
| Total     | Total                                       | 300                        | 100                         | 400   |
| Fuente: . |                                             |                            |                             |       |

### Diputados por distrito uninominal (mayoría relativa)
| Estado              | Distrito | Diputado                                                              | Partido                              | Estado          | Distrito | Diputado                                                      | Partido                                     |
| ------------------- | -------- | --------------------------------------------------------------------- | ------------------------------------ | --------------- | -------- | ------------------------------------------------------------- | ------------------------------------------- |
| Aguascalientes      | 1        | Alfredo González González                                             | Partido Revolucionario Institucional | México          | 16       | Enrique Tito González Isunza                                  | Partido Revolucionario Institucional        |
| Aguascalientes      | 2        | Alberto Alcalá de Lira suple a Miguel Ángel Barberena Vega            | Partido Revolucionario Institucional | México          | 17       | Abelardo Rigoberto Alanís González                            | Partido Revolucionario Institucional        |
| Baja California     | 1        | Luis López Moctezuma Torres                                           | Partido Revolucionario Institucional | México          | 18       | Amado Olvera Castillo                                         | Partido Acción Nacional                     |
| Baja California     | 2        | Rafael Sainz Moreno                                                   | Partido Revolucionario Institucional | México          | 19       | María Guadalupe Ponce Torres                                  | Partido Revolucionario Institucional        |
| Baja California     | 3        | Enrique Pelayo Torres                                                 | Partido Revolucionario Institucional | México          | 20       | Serafín Roa Cortés                                            | Partido Revolucionario Institucional        |
| Baja California     | 4        | Margarita Ortega Villa                                                | Partido Revolucionario Institucional | México          | 21       | Pedro Zamora Ortiz                                            | Partido Revolucionario Institucional        |
| Baja California     | 5        | Rogelio Preciado Cisneros                                             | Partido Revolucionario Institucional | México          | 22       | Guillermo Juan Altamirano Conde                               | Partido Revolucionario Institucional        |
| Baja California     | 6        | Jorge Salceda Vargas                                                  | Partido Revolucionario Institucional | México          | 23       | Juan Alvarado Jacco                                           | Partido Revolucionario Institucional        |
| Baja California Sur | 1        | María Irene Caballero González Suple a Víctor Manuel Liceaga Ruibal   | Partido Revolucionario Institucional | México          | 24       | Gerardo Ampelio Robles González                               | Partido Revolucionario Institucional        |
| Baja California Sur | 2        | Eligio Soto López                                                     | Partido Revolucionario Institucional | México          | 25       | José Delgado Valle                                            | Partido Revolucionario Institucional        |
| Campeche            | 1        | Maclovio Bedoya Rico Suple a Elizabeth Cuevas Melken                  | Partido Revolucionario Institucional | México          | 26       | Dionisio Moreno Cortés                                        | Partido Revolucionario Institucional        |
| Campeche            | 2        | Pedro López Vargas                                                    | Partido Revolucionario Institucional | México          | 27       | Ricardo Regalado Hernández                                    | Partido Revolucionario Institucional        |
| Chiapas             | 1        | Eduardo Robledo Rincón                                                | Partido Revolucionario Institucional | México          | 28       | Jorge Flores Solano                                           | Partido Revolucionario Institucional        |
| Chiapas             | 2        | César Augusto Santiago                                                | Partido Revolucionario Institucional | México          | 29       | José Salinas Navarro                                          | Partido Revolucionario Institucional        |
| Chiapas             | 3        | Homero Díaz Córdova                                                   | Partido Revolucionario Institucional | México          | 30       | Marcela González Salas                                        |                                             |
| Chiapas             | 4        | Blanca Ruth Esponda Espinosa                                          | Partido Revolucionario Institucional | México          | 31       | José Encarnación Alfaro Cázares                               | Partido Revolucionario Institucional        |
| Chiapas             | 5        | Antonio Melgar Aranda                                                 | Partido Revolucionario Institucional | México          | 32       | Gerardo Fernández Casanova                                    | Partido Revolucionario Institucional        |
| Chiapas             | 6        | Ylse Sarmiento Gómez                                                  |                                      | México          | 33       | Miguel Ángel Herrerías Alvarado                               | Partido Revolucionario Institucional        |
| Chiapas             | 7        | Humberto Andrés Zavala Peña                                           | Partido Revolucionario Institucional | México          | 34       | Lauro Rendón Castrejón                                        | Partido Revolucionario Institucional        |
| Chiapas             | 8        | Óscar Ochoa Zepeda                                                    | Partido Revolucionario Institucional | Michoacán       | 1        | Macario Rosas Zaragoza                                        | Partido Revolucionario Institucional        |
| Chiapas             | 9        | Sergio Valls Hernández                                                |                                      | Michoacán       | 2        | Antonio Correa López                                          | Partido Revolucionario Institucional        |
| Chihuahua           | 1        | Eduardo Turati Álvarez                                                | Partido Acción Nacional              | Michoacán       | 3        | Raúl Héctor Castellano y Martínez                             | Partido Revolucionario Institucional        |
| Chihuahua           | 2        | Jacinto Gómez Pasillas                                                | Partido Revolucionario Institucional | Michoacán       | 4        | José Berber Sánchez                                           | Partido Revolucionario Institucional        |
| Chihuahua           | 3        | Héctor Mejía Gutiérrez                                                |                                      | Michoacán       | 5        | Manuel Bribiesca Castrejón                                    | Partido Acción Nacional                     |
| Chihuahua           | 4        | Óscar Luis Rivas Muñoz                                                |                                      | Michoacán       | 6        | Rafael Ruiz Béjar                                             | Partido Revolucionario Institucional        |
| Chihuahua           | 5        | Alonso Aguirre Ramos                                                  | Partido Revolucionario Institucional | Michoacán       | 7        | José Ascensión Bustos Velasco                                 | Partido Revolucionario Institucional        |
| Chihuahua           | 6        | Alfredo Rohana Estrada Suple a Fernando Baeza Meléndez                |                                      | Michoacán       | 8        | Abimael López Castillo                                        | Partido Revolucionario Institucional        |
| Chihuahua           | 7        | Jorge Doroteo Zapata                                                  |                                      | Michoacán       | 9        | Juan Carlos Velasco Pérez                                     | Partido Revolucionario Institucional        |
| Chihuahua           | 8        | Edeberto Galindo Martínez                                             |                                      | Michoacán       | 10       | Janitzio Mújica Rodríguez Cabo                                | Partido Revolucionario Institucional        |
| Chihuahua           | 9        | Fernando Abarca Fernández                                             | Partido Revolucionario Institucional | Michoacán       | 11       | Rosalba Buenrostro López                                      | Partido Revolucionario Institucional        |
| Chihuahua           | 10       | José Bernardo Ruiz Ceballos                                           | Partido Revolucionario Institucional | Michoacán       | 12       | Leonel Villalobos Chávez                                      | Partido Revolucionario Institucional        |
| Coahuila            | 1        | Hilda Aurelia Lozano López Suple a Eliseo Mendoza Berrueto            | Partido Revolucionario Institucional | Michoacán       | 13       | Ignacio Ramos Espinoza                                        | Partido Revolucionario Institucional        |
| Coahuila            | 2        | Braulio Manuel Fernández Aguirre                                      | Partido Revolucionario Institucional | Morelos         | 1        | David Jiménez González                                        | Partido Revolucionario Institucional        |
| Coahuila            | 3        | Daniel Castaño de la Fuente                                           | Partido Revolucionario Institucional | Morelos         | 2        | Raúl Ramírez Chávez                                           | Partido Revolucionario Institucional        |
| Coahuila            | 4        | Rodolfo Alfredo Jiménez Villarreal                                    |                                      | Morelos         | 3        | Elvia Lugo Becerril                                           | Partido Revolucionario Institucional        |
| Coahuila            | 5        | Gaspar Valdez Valdez                                                  | Partido Revolucionario Institucional | Morelos         | 4        | Rubén Román Sánchez                                           | Partido Revolucionario Institucional        |
| Coahuila            | 6        | Heriberto Ramos Salas                                                 | Partido Revolucionario Institucional | Nayarit         | 1        | José Félix Torres Haro                                        | Partido Revolucionario Institucional        |
| Coahuila            | 7        | Gonzalo Padilla Fuentes                                               | Partido Revolucionario Institucional | Nayarit         | 2        | Leobardo Ramos Martínez                                       | Partido Revolucionario Institucional        |
| Colima              | 1        | Francisco Velasco Figueroa Suple a María Concepción Barbosa Hernández | Partido Revolucionario Institucional | Nayarit         | 3        | Enrique Medina Lomelí                                         | Partido Revolucionario Institucional        |
| Colima              | 2        | Alfonso Santos Ramírez                                                | Partido Revolucionario Institucional | Nuevo León      | 1        | Javier Lobo Morales                                           | Partido Revolucionario Institucional        |
| Distrito Federal    | 1        | Manuel Gurría Ordóñez                                                 | Partido Revolucionario Institucional | Nuevo León      | 2        | Amílcar Aguilar Mendoza                                       | Partido Revolucionario Institucional        |
| Distrito Federal    | 2        | Elba Esther Gordillo                                                  | Partido Revolucionario Institucional | Nuevo León      | 3        | Ricardo Canavati Tafich                                       | Partido Revolucionario Institucional        |
| Distrito Federal    | 3        | Rodolfo Mario Campos Bravo                                            | Partido Revolucionario Institucional | Nuevo León      | 4        | Isaías Vázquez Mendoza                                        | Partido Revolucionario Institucional        |
| Distrito Federal    | 4        | Rafael López Zepeda                                                   | Partido Revolucionario Institucional | Nuevo León      | 5        | Jesús Siller Rojas                                            | Partido Revolucionario Institucional        |
| Distrito Federal    | 5        | Rafael de Jesús Lozano Contreras                                      | Partido Revolucionario Institucional | Nuevo León      | 6        | Graciano Bortoni Urteaga                                      |                                             |
| Distrito Federal    | 6        | José Herrera Arango                                                   | Partido Revolucionario Institucional | Nuevo León      | 7        | Romeo Flores Caballero                                        | Partido Revolucionario Institucional        |
| Distrito Federal    | 7        | Javier Garduño Pérez                                                  | Partido Revolucionario Institucional | Nuevo León      | 8        | Pedro Ortega Chavira                                          | Partido Revolucionario Institucional        |
| Distrito Federal    | 8        | Adrián Mora Aguilar                                                   | Partido Revolucionario Institucional | Nuevo León      | 9        | Humberto Cervantes Vega                                       | Partido Revolucionario Institucional        |
| Distrito Federal    | 9        | José Armando Lazcano Montoya                                          | Partido Revolucionario Institucional | Nuevo León      | 10       | Rolando Castillo Gamboa                                       | Partido Revolucionario Institucional        |
| Distrito Federal    | 10       | Jaime Aguilar Álvarez Mazarrasa                                       | Partido Revolucionario Institucional | Nuevo León      | 11       | Floria Mendiola Ochoa                                         | Partido Revolucionario Institucional        |
| Distrito Federal    | 11       | Julio Valenzuela Herrera                                              | Partido Revolucionario Institucional | Oaxaca          | 1        | Mario Bustillo Villalobos                                     | Partido Revolucionario Institucional        |
| Distrito Federal    | 12       | Joaquín López Martínez                                                | Partido Revolucionario Institucional | Oaxaca          | 2        | Mauro Rodríguez Cruz                                          | Partido Revolucionario Institucional        |
| Distrito Federal    | 13       | Federico Durán y Liñán                                                |                                      | Oaxaca          | 3        | Jesús Martínez Álvarez                                        | Partido Revolucionario Institucional        |
| Distrito Federal    | 14       | Lorenzo Silva Ruiz                                                    | Partido Revolucionario Institucional | Oaxaca          | 4        | Alberto Juan Pérez Mariscal                                   | Partido Revolucionario Institucional        |
| Distrito Federal    | 15       | Javier Pineda Serino                                                  | Partido Revolucionario Institucional | Oaxaca          | 5        | Rodolfo Linares González                                      | Partido Revolucionario Institucional        |
| Distrito Federal    | 16       | Francisco Berlín Valenzuela                                           | Partido Revolucionario Institucional | Oaxaca          | 6        | Oney Cuevas Santiago Suple a Ricardo Hernández Casanova       | Partido Revolucionario Institucional        |
| Distrito Federal    | 17       | Guillermo Fonseca Álvarez                                             | Partido Revolucionario Institucional | Oaxaca          | 7        | Patricia Villanueva Abraján                                   | Partido Revolucionario Institucional        |
| Distrito Federal    | 18       | Alfonso Godínez López                                                 | Partido Revolucionario Institucional | Oaxaca          | 8        | Oswaldo García Criollo                                        | Partido Revolucionario Institucional        |
| Distrito Federal    | 19       | Luis Manuel Altamirano Cuadros                                        | Partido Revolucionario Institucional | Oaxaca          | 9        | Porfirio Leonel Rojas Medina                                  | Partido Revolucionario Institucional        |
| Distrito Federal    | 20       | Antonio Punzo Gaona                                                   | Partido Revolucionario Institucional | Oaxaca          | 10       | Alfredo López Ramos                                           | Partido Revolucionario Institucional        |
| Distrito Federal    | 21       | Ofelia Casillas Ontiveros                                             |                                      | Puebla          | 1        | Blas Chumacero                                                | Partido Revolucionario Institucional        |
| Distrito Federal    | 22       | Juan José Castillo Mota                                               | Partido Revolucionario Institucional | Puebla          | 2        | Amado Llaguno Mayaudón                                        | Partido Revolucionario Institucional        |
| Distrito Federal    | 23       | Juan José Bremer                                                      | Partido Revolucionario Institucional | Puebla          | 3        | Guadalupe López Bretón                                        | Partido Revolucionario Institucional        |
| Distrito Federal    | 24       | Federico Granja Ricalde                                               | Partido Revolucionario Institucional | Puebla          | 4        | Eleazar Camarillo Ochoa                                       | Partido Revolucionario Institucional        |
| Distrito Federal    | 25       | Santiago Oñate Laborde                                                | Partido Revolucionario Institucional | Puebla          | 5        | Víctor Hugo Islas                                             | Partido Revolucionario Institucional        |
| Distrito Federal    | 26       | Manuel Germán Parra Prado                                             | Partido Revolucionario Institucional | Puebla          | 6        | Miguel Romero Sánchez                                         | Partido Revolucionario Institucional        |
| Distrito Federal    | 27       | Gilberto Nieves Jenkin                                                | Partido Revolucionario Institucional | Puebla          | 7        | Melquiades Morales Flores                                     | Partido Revolucionario Institucional        |
| Distrito Federal    | 28       | Agustín Bernal Villanueva                                             | Partido Revolucionario Institucional | Puebla          | 8        | Darío Maldonado Casiano                                       |                                             |
| Distrito Federal    | 29       | Juan Moisés Calleja García                                            | Partido Revolucionario Institucional | Puebla          | 9        | Modesto Heriberto Morales Arroyo                              | Partido Revolucionario Institucional        |
| Distrito Federal    | 30       | María Emilia Farías Mackey                                            | Partido Revolucionario Institucional | Puebla          | 10       | Carlos Palafox Vázquez                                        | Partido Revolucionario Institucional        |
| Distrito Federal    | 31       | Fernando Ortiz Arana                                                  | Partido Revolucionario Institucional | Puebla          | 11       | Rodolfo Budib Lichtle                                         | Partido Revolucionario Institucional        |
| Distrito Federal    | 32       | Fernando Ulibarri Pérez                                               | Partido Revolucionario Institucional | Puebla          | 12       | Germán Sierra Sánchez                                         | Partido Revolucionario Institucional        |
| Distrito Federal    | 33       | Jarmila Olmedo Dabrovolny                                             | Partido Revolucionario Institucional | Puebla          | 13       | José Manuel López Arroyo                                      | Partido Revolucionario Institucional        |
| Distrito Federal    | 34       | Alfonso Reyes Medrano                                                 | Partido Revolucionario Institucional | Puebla          | 14       | Antonio Tenorio Adame                                         | Partido Revolucionario Institucional        |
| Distrito Federal    | 35       | Manuel Monárrez Valenzuela                                            |                                      | Querétaro       | 1        | Edmundo González Llaca                                        | Partido Revolucionario Institucional        |
| Distrito Federal    | 36       | Manuel Jiménez Guzmán                                                 |                                      | Querétaro       | 2        | Ezequiel Espinoza Mejía                                       | Partido Revolucionario Institucional        |
| Distrito Federal    | 37       | Gonzalo Castellot Madrazo                                             | Partido Revolucionario Institucional | Querétaro       | 3        | Augusto Guerrero Castro                                       | Partido Revolucionario Institucional        |
| Distrito Federal    | 38       | Sócrates Rizzo García                                                 | Partido Revolucionario Institucional | Quintana Roo    | 1        | María Cristina Sangri Aguilar                                 | Partido Revolucionario Institucional        |
| Distrito Federal    | 39       | Miguel Osorio Marbán                                                  |                                      | Quintana Roo    | 2        | Salvador Ramos Bustamante                                     | Partido Revolucionario Institucional        |
| Distrito Federal    | 40       | Juan José Castro Justo                                                | Partido Revolucionario Institucional | San Luis Potosí | 1        | Teófilo Torres Corzo                                          | Partido Revolucionario Institucional        |
| Durango             | 1        | Alfonso Joel Rosas Torres                                             |                                      | San Luis Potosí | 2        | José Marcelino Rodríguez Silva                                | Partido Revolucionario Institucional        |
| Durango             | 2        | Cristóbal y Julián García Ramírez                                     | Partido Revolucionario Institucional | San Luis Potosí | 3        | Antonio Sandoval González                                     | Partido Revolucionario Institucional        |
| Durango             | 3        | Francisco Gamboa Herrera                                              | Partido Revolucionario Institucional | San Luis Potosí | 4        | Rosa María Armendáriz Muñoz                                   | Partido Revolucionario Institucional        |
| Durango             | 4        | José Ramón García Soto                                                | Partido Revolucionario Institucional | San Luis Potosí | 5        | Alberto Magdaleno Mercado Araiza                              | Partido Revolucionario Institucional        |
| Durango             | 5        | Ángel Sergio Guerrero Mier                                            | Partido Revolucionario Institucional | San Luis Potosí | 6        | Guillermo Pizzuto Zamanillo Suple a Alfonso Lastras Ramírez   | Partido Revolucionario Institucional        |
| Durango             | 6        | Joel Lleverino Reyes                                                  | Partido Revolucionario Institucional | San Luis Potosí | 7        | Román González Ayala                                          | Partido Revolucionario Institucional        |
| Guanajuato          | 1        | Néstor Raúl Luna Hernández                                            | Partido Revolucionario Institucional | Sinaloa         | 1        | Salvador Esquer Apodaca                                       | Partido Revolucionario Institucional        |
| Guanajuato          | 2        | Franz Ignacio Espejel Muñoz                                           | Partido Acción Nacional              | Sinaloa         | 2        | Marco Antonio Espinoza Pablos                                 | Partido Revolucionario Institucional        |
| Guanajuato          | 3        | Héctor Hugo Varela Flores                                             | Partido Revolucionario Institucional | Sinaloa         | 3        | Mario Niebla Álvarez                                          | Partido Revolucionario Institucional        |
| Guanajuato          | 4        | Jesús Gutiérrez Segoviano                                             | Partido Revolucionario Institucional | Sinaloa         | 4        | Diego Valadés Ríos                                            | Partido Revolucionario Institucional        |
| Guanajuato          | 5        | Eliseo Rodríguez Ramírez                                              | Partido Revolucionario Institucional | Sinaloa         | 5        | José Ángel Pescador Osuna                                     | Partido Revolucionario Institucional        |
| Guanajuato          | 6        | Alberto Fabián Carrillo Flores                                        | Partido Revolucionario Institucional | Sinaloa         | 6        | Salvador Robles Quintero                                      | Partido Revolucionario Institucional        |
| Guanajuato          | 7        | Arturo Ruiz Morales                                                   | Partido Revolucionario Institucional | Sinaloa         | 7        | María Luisa Solís Payán                                       | Partido Revolucionario Institucional        |
| Guanajuato          | 8        | Jaime Martínez Jasso                                                  | Partido Revolucionario Institucional | Sinaloa         | 8        | Adrían González García                                        | Partido Revolucionario Institucional        |
| Guanajuato          | 9        | María Luisa Mendoza                                                   |                                      | Sinaloa         | 9        | Renato Vega Alvarado                                          | Partido Revolucionario Institucional        |
| Guanajuato          | 10       | Felipe Cruz Domínguez Villanueva                                      |                                      | Sonora          | 1        | Luis Donaldo Colosio                                          |                                             |
| Guanajuato          | 11       | José de Jesús Padilla Padilla                                         | Partido Revolucionario Institucional | Sonora          | 2        | Cristóbal Figueroa Nicola                                     | Partido Acción Nacional                     |
| Guanajuato          | 12       | Mario Murillo Morales                                                 | Partido Revolucionario Institucional | Sonora          | 3        | Eleno de Anda López                                           | Partido Revolucionario Institucional        |
| Guanajuato          | 13       | Juan Antonio Araujo Urcelay                                           |                                      | Sonora          | 4        | Bulmaro Pacheco Moreno                                        | Partido Revolucionario Institucional        |
| Guerrero            | 1        | Humberto Salgado Gómez                                                | Partido Revolucionario Institucional | Sonora          | 5        | Ismael Torres Díaz                                            | Partido Revolucionario Institucional        |
| Guerrero            | 2        | Porfirio Camarena Castro                                              | Partido Revolucionario Institucional | Sonora          | 6        | Jorge Acevedo Samaniego                                       | Partido Revolucionario Institucional        |
| Guerrero            | 3        | Alicia Buitrón Brugada                                                | Partido Revolucionario Institucional | Sonora          | 7        | Francisco Villanueva Casteló                                  | Partido Revolucionario Institucional        |
| Guerrero            | 4        | Amín Zarur Menes                                                      | Partido Revolucionario Institucional | Tabasco         | 1        | Nicolás Reynés Berezaluce                                     | Partido Revolucionario Institucional        |
| Guerrero            | 5        | Rubén Robles Catalán                                                  | Partido Revolucionario Institucional | Tabasco         | 2        | Manuel Urrutia Castro                                         |                                             |
| Guerrero            | 6        | Agustín Villavicencio Altamirano                                      | Partido Revolucionario Institucional | Tabasco         | 3        | Homero Pedrero Priego                                         | Partido Revolucionario Institucional        |
| Guerrero            | 7        | Félix Liera Ortiz                                                     |                                      | Tabasco         | 4        | Eduardo Beltrán Hernández                                     | Partido Revolucionario Institucional        |
| Guerrero            | 8        | Píndaro Urióstegui Miranda                                            | Partido Revolucionario Institucional | Tabasco         | 5        | Oscar Llergo Heredia                                          | Partido Revolucionario Institucional        |
| Guerrero            | 9        | Nabor Ojeda Delgado                                                   | Partido Revolucionario Institucional | Tamaulipas      | 1        | Carlos Cantú Rosas                                            | Partido Auténtico de la Revolución Mexicana |
| Guerrero            | 10       | Jorge Montúfar Araujo                                                 | Partido Revolucionario Institucional | Tamaulipas      | 2        | Emilio Jorge Cordero García                                   | Partido Revolucionario Institucional        |
| Hidalgo             | 1        | Germán Corona del Rosal                                               |                                      | Tamaulipas      | 3        | Jorge Cárdenas González                                       | Partido Auténtico de la Revolución Mexicana |
| Hidalgo             | 2        | Roberto Valdespino Castillo                                           |                                      | Tamaulipas      | 4        | Diego Navarro Rodríguez                                       | Partido Revolucionario Institucional        |
| Hidalgo             | 3        | María Amelia Olguín Vargas                                            | Partido Revolucionario Institucional | Tamaulipas      | 5        | Joaquín Contreras Cantú                                       | Partido Revolucionario Institucional        |
| Hidalgo             | 4        | Juan Carlos Alva Calderón                                             |                                      | Tamaulipas      | 6        | Luis Nájera Olvera                                            | Partido Revolucionario Institucional        |
| Hidalgo             | 5        | José Gonzalo Badillo Ortiz                                            | Partido Revolucionario Institucional | Tamaulipas      | 7        | Marciano Aguilar Mendoza                                      |                                             |
| Hidalgo             | 6        | Jesús Murillo Karam                                                   | Partido Revolucionario Institucional | Tamaulipas      | 8        | Gerardo Gómez Castillo                                        | Partido Revolucionario Institucional        |
| Jalisco             | 1        | Santiago Camarena Flores                                              | Partido Revolucionario Institucional | Tamaulipas      | 9        | Aureliano Caballero González                                  | Partido Revolucionario Institucional        |
| Jalisco             | 2        | Justino Delgado Caloca                                                | Partido Revolucionario Institucional | Tlaxcala        | 1        | Beatriz Paredes Rangel                                        | Partido Revolucionario Institucional        |
| Jalisco             | 3        | María Esther Scherman                                                 | Partido Revolucionario Institucional | Tlaxcala        | 2        | Samuel Quiroz de la Vega                                      | Partido Revolucionario Institucional        |
| Jalisco             | 4        | Porfirio Cortés Silva                                                 | Partido Revolucionario Institucional | Veracruz        | 1        | Guilebaldo Flores del Ángel                                   | Partido Revolucionario Institucional        |
| Jalisco             | 5        | Alma Guadalupe Salas Montiel                                          |                                      | Veracruz        | 2        | Demetrio Ruiz Malerva                                         | Partido Revolucionario Institucional        |
| Jalisco             | 6        | Jorge Sanromán Quiñones                                               | Partido Revolucionario Institucional | Veracruz        | 3        | Emérico Rodríguez García                                      | Partido Revolucionario Institucional        |
| Jalisco             | 7        | Alejandro Ontiveros Gómez                                             |                                      | Veracruz        | 4        | Guadalupe Solares Bauza                                       | Partido Revolucionario Institucional        |
| Jalisco             | 8        | Reyes Rodolfo Flores Zaragoza                                         | Partido Revolucionario Institucional | Veracruz        | 5        | Juan Nicolás Callejas Arroyo                                  | Partido Revolucionario Institucional        |
| Jalisco             | 9        | Rafael González Pimienta                                              | Partido Revolucionario Institucional | Veracruz        | 6        | Héctor Yunes Landa                                            | Partido Revolucionario Institucional        |
| Jalisco             | 10       | Francisco Contreras Contreras                                         | Partido Revolucionario Institucional | Veracruz        | 7        | Carlos Roberto Smith Véliz                                    | Partido Revolucionario Institucional        |
| Jalisco             | 11       | Javier Michel Díaz                                                    | Partido Revolucionario Institucional | Veracruz        | 8        | María Aurora Munguía Archundia                                | Partido Revolucionario Institucional        |
| Jalisco             | 12       | Francisco García Castellón                                            | Partido Revolucionario Institucional | Veracruz        | 9        | Sergio Roa Fernández                                          |                                             |
| Jalisco             | 13       | Francisco Javier Morales Aceves                                       | Partido Revolucionario Institucional | Veracruz        | 10       | Mario César Olvera de Gasperín Suple a Dante Delgado Rannauro | Partido Revolucionario Institucional        |
| Jalisco             | 14       | Arnulfo Villaseñor Saavedra                                           | Partido Revolucionario Institucional | Veracruz        | 11       | Juan Maldonado Pereda                                         | Partido Revolucionario Institucional        |
| Jalisco             | 15       | Félix Flores Gómez                                                    | Partido Revolucionario Institucional | Veracruz        | 12       | Isidro Pulido Reyes                                           | Partido Revolucionario Institucional        |
| Jalisco             | 16       | Antonio Brambila Meda                                                 |                                      | Veracruz        | 13       | Hesiquio Aguilar de la Parra                                  | Partido Revolucionario Institucional        |
| Jalisco             | 17       | Jesús González Gortázar                                               | Partido Revolucionario Institucional | Veracruz        | 14       | Sebastián Guzmán Cabrera                                      | Partido Revolucionario Institucional        |
| Jalisco             | 18       | David Serrano Acosta                                                  | Partido Revolucionario Institucional | Veracruz        | 15       | Héctor Sen Flores                                             | Partido Revolucionario Institucional        |
| Jalisco             | 19       | Samuel Orozco González                                                | Partido Revolucionario Institucional | Veracruz        | 16       | Pedro Sánchez Arrieta Suple a Alberto Mañueco Guzmán          |                                             |
| Jalisco             | 20       | Constancio Hernández Allende                                          | Partido Revolucionario Institucional | Veracruz        | 17       | Héctor Aguirre Barragán                                       |                                             |
| México              | 1        | Enrique Martínez Orta Flores                                          | Partido Revolucionario Institucional | Veracruz        | 18       | Elvira Rebeca Arenas Martínez                                 | Partido Revolucionario Institucional        |
| México              | 2        | Eduardo Lecanda Lujambio                                              | Partido Revolucionario Institucional | Veracruz        | 19       | Cirilo José Rincón Aguilar                                    | Partido Revolucionario Institucional        |
| México              | 3        | Alberto Rábago Camacho                                                | Partido Revolucionario Institucional | Veracruz        | 20       | Pastor Murguía González                                       | Partido Revolucionario Institucional        |
| México              | 4        | Laura Pavón Jaramillo                                                 | Partido Revolucionario Institucional | Veracruz        | 21       | Rafael García Anaya                                           | Partido Revolucionario Institucional        |
| México              | 5        | Regina Reyes Retana Márquez Padilla                                   | Partido Revolucionario Institucional | Veracruz        | 22       | Federico Fernández Fariña                                     |                                             |
| México              | 6        | Juan Manuel Tovar Estrada                                             | Partido Revolucionario Institucional | Veracruz        | 23       | Oscar Aguirre López                                           | Partido Revolucionario Institucional        |
| México              | 7        | Agustín Leñero Bores                                                  | Partido Revolucionario Institucional | Yucatán         | 1        | Rodolfo Menéndez Menéndez                                     | Partido Revolucionario Institucional        |
| México              | 8        | Jorge Antonio Díaz de León Valdivia                                   | Partido Revolucionario Institucional | Yucatán         | 2        | Nerio Torres Ortiz                                            | Partido Revolucionario Institucional        |
| México              | 9        | Jesús Alcántara Miranda                                               | Partido Revolucionario Institucional | Yucatán         | 3        | Wilberth Chi Góngora                                          | Partido Revolucionario Institucional        |
| México              | 10       | Eugenio Rosales y Gutiérrez                                           | Partido Revolucionario Institucional | Yucatán         | 4        | Renán Solís Avilés                                            | Partido Revolucionario Institucional        |
| México              | 11       | Heriberto Serrano Moreno                                              | Partido Revolucionario Institucional | Zacatecas       | 1        | Yrene Ramos Dávila                                            | Partido Revolucionario Institucional        |
| México              | 12       | Luis Pérez Díaz                                                       | Partido Revolucionario Institucional | Zacatecas       | 2        | Pedro Goytia Robles                                           | Partido Revolucionario Institucional        |
| México              | 13       | Luis Manuel Orcí Gándara                                              | Partido Revolucionario Institucional | Zacatecas       | 3        | Eliseo Rangel Gaspar                                          | Partido Revolucionario Institucional        |
| México              | 14       | Eduardo Fernando Hernández Mier                                       | Partido Revolucionario Institucional | Zacatecas       | 4        | Manuel Monreal Zamarripa                                      | Partido Revolucionario Institucional        |
| México              | 15       | Héctor Ximénez González                                               | Partido Revolucionario Institucional | Zacatecas       | 5        | José Luis Galaviz Cabral                                      | Partido Revolucionario Institucional        |

### Diputados por representación proporcional
| Circunscripción | Diputado                        | Partido | Circunscripción | Diputado                                             | Partido |
| --------------- | ------------------------------- | ------- | --------------- | ---------------------------------------------------- | ------- |
| Primera         | Jesús González Schmal           |         | Tercera         | Homero Díaz Mota                                     |         |
| Primera         | Alejandro Cañedo Benítez        |         | Tercera         | Gerardo Unzueta Lorenzana                            |         |
| Primera         | Cecilia Romero Castillo         |         | Tercera         | Eraclio Zepeda                                       |         |
| Primera         | José Ángel Conchello            |         | Tercera         | César del Ángel Fuentes                              |         |
| Primera         | Jesús Galván Muñoz              |         | Tercera         | Máximo de León Garza                                 |         |
| Primera         | Cuauhtémoc Amezcua Dromundo     |         | Tercera         | José Felipe Flores Gutiérrez                         |         |
| Primera         | Manuel Fernández Flores         |         | Tercera         | Rosalía Peredo Aguilar                               |         |
| Primera         | José Trinidad Cervantes Aguirre |         | Tercera         | Nabor Camacho Nava                                   |         |
| Primera         | Leobardo Durán Juárez           |         | Tercera         | Juan Manuel Lucía Escalera                           |         |
| Primera         | Arnoldo Martínez Verdugo        |         | Tercera         | Reyes Fuentes García                                 |         |
| Primera         | Jorge Alcocer Villanueva        |         | Cuarta          | Héctor Terán Terán                                   |         |
| Primera         | Manuel Terrazas Guerrero        |         | Cuarta          | Humberto Rice García                                 |         |
| Primera         | Beatriz Gallardo Macías         |         | Cuarta          | María Esperanza Morelos Borja                        |         |
| Primera         | Genaro José Piñero López        |         | Cuarta          | Carlos Arturo Acosta González                        |         |
| Primera         | Rosario Ibarra de Piedra        |         | Cuarta          | Gabriel Jiménez Remus                                |         |
| Primera         | Ricardo Pascoe Pierce           |         | Cuarta          | Héctor Pérez Plazola                                 |         |
| Primera         | Enrique Bermúdez Olvera         |         | Cuarta          | Germán Tena Orozco                                   |         |
| Primera         | Heberto Castillo                |         | Cuarta          | Guillermo Álvarez Herrera                            |         |
| Primera         | Miguel Eduardo Valle Espinoza   |         | Cuarta          | Salvador Landa Hernández                             |         |
| Primera         | Oswaldo Harris Muñoz            |         | Cuarta          | Víctor Manuel Jiménez Osuna                          |         |
| Segunda         | Pablo Álvarez Padilla           |         | Cuarta          | Jaime Haro Rodríguez                                 |         |
| Segunda         | María del Carmen Jiménez Méndez |         | Cuarta          | Gustavo Valenzuela Santelis                          |         |
| Segunda         | Juan de Dios Castro Lozano      |         | Cuarta          | Roberto Calderón Tinoco                              |         |
| Segunda         | Ricardo García Cervantes        |         | Cuarta          | José Luis Sánchez González                           |         |
| Segunda         | Federico Ling Altamirano        |         | Cuarta          | Ramón Danzós Palomino                                |         |
| Segunda         | Jaime Delgado Herrera           |         | Cuarta          | José Camilo Valenzuela                               |         |
| Segunda         | Juan Alcocer Bernal             |         | Cuarta          | Jorge Amador Amador                                  |         |
| Segunda         | María Esther Silva Álvarez      |         | Cuarta          | María Soledad del Río Herrera                        |         |
| Segunda         | Héctor Morquecho Rivera         |         | Cuarta          | Héctor Calderón Hermosa                              |         |
| Segunda         | Hildebrando Gaytán Márquez      |         | Cuarta          | Alejandro Gascón Mercado                             |         |
| Segunda         | Magdaleno Yáñez Hernández       |         | Quinta          | Javier Paz Zarza                                     |         |
| Segunda         | Carlos Barrera Auld             |         | Quinta          | Gonzalo Altamirano Dimas                             |         |
| Segunda         | Antonio Monsiváis Ramírez       |         | Quinta          | Pablo Ventura López                                  |         |
| Segunda         | Pablo Pascual Moncayo           |         | Quinta          | Ubaldo Mendoza Ortiz                                 |         |
| Segunda         | Miguel Alonso Raya              |         | Quinta          | Francisco Hernández Juárez                           |         |
| Segunda         | José Ángel Aguirre Romero       |         | Quinta          | Martín Tavira Urióstegui                             |         |
| Segunda         | Magdalena García Rosas          |         | Quinta          | Gabriela Guerrero Oliveros                           |         |
| Segunda         | Rubén Aguilar Jiménez           |         | Quinta          | Lorenzo Serrano Gutiérrez                            |         |
| Segunda         | Jorge Masso Masso               |         | Quinta          | Jesús Zamora Flores                                  |         |
| Segunda         | Gregorio Macías Rodríguez       |         | Quinta          | Arturo Whaley Martínez                               |         |
| Tercera         | Jorge Eugenio Ortiz Gallegos    |         | Quinta          | Leopoldo de Gyves de la Cruz                         |         |
| Tercera         | Xavier Abreu Sierra             |         | Quinta          | Alejandro Encinas Rodríguez Suple a Demetrio Vallejo |         |
| Tercera         | Consuelo Botello de Flores      |         | Quinta          | Graco Ramírez                                        |         |
| Tercera         | Sergio Teodoro Meza López       |         | Quinta          | Jesús Heriberto Noriega Cantú                        |         |
| Tercera         | Humberto Ramírez Rebolledo      |         | Quinta          | Pedro José Peñaloza                                  |         |
| Tercera         | Rubén Rubiano Reyna             |         | Quinta          | Efraín Jesús Calvo Zarco                             |         |
| Tercera         | Vicente Calvo Vázquez           |         | Quinta          | María de la Luz Gama Santillán                       |         |
| Tercera         | Adner Pérez de la Cruz          |         | Quinta          | Jaime Castellano Franco                              |         |
| Tercera         | Indalecio Sáyago Herrera        |         | Quinta          | José Luis Díaz Moll                                  |         |
| Tercera         | Juan de Dios Colli Mas          |         | Quinta          | Eduardo Acosta Villeda                               |         |

### Presidentes de la Gran Comisión de la Cámara de Diputados
- (1985 - 1987): Eliseo Mendoza Berrueto
- (1987 - 1988): Nicolás Reynés Berazaluce

### Coordinadores parlamentarios
- Partido Acción Nacional :
  - Jesús González Schmal
- Partido Revolucionario Institucional :
- Partido Popular Socialista :
  - Indalecio Sáyago Herrera
- Partido Demócrata Mexicano :
  - Antonio Monsiváis Ramírez
- Partido Socialista Unificado de México :
  - Arnoldo Martínez Verdugo
- Partido Socialista de los Trabajadores :
  - Graco Ramírez
- Partido Revolucionario de los Trabajadores :
  - Pedro José Peñaloza
- Partido Auténtico de la Revolución Mexicana :
  - Carlos Cantú Rosas
- Partido Mexicano de los Trabajadores :
  - Heberto Castillo